# Pentaboran
Pentaboran, även kallad pentaboran (9) för att skilja den från pentaboran (11) (B5H11), är en oorganisk förening med formeln B5H9. Det är en av de vanligaste borhydridföreningarna, även om det är en mycket reaktiv förening. På grund av sin höga reaktivitet med syre var det en gång övervägt som raket- eller jetbränsle. Liksom många av de mindre borhydriderna är pentaboran färglös, diamagnetisk och flyktig.

## Egenskaper
Pentaborans struktur är att fem atomer av bor är ordnade i en fyrkantig pyramid. Varje boratom har en ansluten hydridligand och fyra hydrider utgör kanterna på basen av pyramiden. Den klassificeras som en nidobur.
Pentaboran är en färglös, flyktig vätska med stickande lukt (liknande vitlök, acetylen eller filmjölk). Vid temperatur över 150 °C sönderdelas det och producerar vätgas och om det då förvaras i en sluten behållare, kan den åtföljande ökningen av trycket vara farlig. Det är mycket mer stabilt i närvaro av vatten än diboran. Det är lösligt i kolväten, bensen och cyklohexan, och i smörjfetter inklusive de som används i labbutrustning. Vid lagring sönderdelas det försumbart, vilket ger en liten mängd väte och fast återstod.

## Framställning
Pentaboran framställdes först av Alfred Stock genom pyrolys av diboran vid cirka 200 °C. En förbättrad syntes använder HBr och startar från salter av B3H8−, som omvandlas till bromiden B3H7Br−. Pyrolys av denna bromid ger pentaboran.

## Användning
Under 1960- och 1970-talet var pentaboran aktuellt som raketbränsle. Problem var dess toxicitet och dess brandfarlighet vid kontakt med luften. Dessutom skulle dess avgaser också vara giftiga. Långt efter att pentaboran ansågs ohanterligt hade USA lager av kemikalien, som destruerades år 2000, då ett säkert och billigt sätt för detta slutligen konstruerats.
För övrigt används pentaboran som reduktionsmedel och katalysator.